# Callac (Plumelec)
Pour les articles homonymes, voir Callac (homonymie).
Callac est un village de la commune de Plumelec, dans le Morbihan

## Localisation
Le hameau est situé à environ 6 km à vol d'oiseau au sud-est du bourg de Plumelec et à environ 2 km au nord-est du bourg de Trédion.

## Histoire
L'histoire de Callac commence à être documentée à-partir du XIIe siècle et la construction de son premier château. Seigneurie médiévale avec droit de haute, moyenne et basse justice, Callac est élevée en baronnie en 1645 par Louis XIV pour la famille de Rogier. Initialement détenues par la famille Callac, les terres passent successivement aux familles Clair-Fontaine, Le Forestier, Rogier, Guemadeuc, Du Cleuz, pour terminer aux mains du comte de Marbeuf à la veille de la Révolution française. À cette époque, il accueille des prêtres réfractaires et des chouans.
Selon Jean-Baptiste Ogée, en 1645 Louis XIV érigea la seigneurie de Callac en baronnie, en faveur de Joseph-Eugène Rogier, conseiller au Parlement de Bretagne. En 1670 cette baronnie appartenait à Amador-Jean-Baptiste de Guemadeuc,gouverneur de Ploërmel. Elle est maintenant à M. du Gage, qui jouit encore de la seigneurie de Poulan, avec haute, moyenne et basse justice [ Jean-Baptiste Ogée attribue à tort la baronnie de Callac à Callac (Côtes-d'Armor) alors qu'il s'agit de Callac (Plumelec) ].
Callac obtient en 1859 que la chapelle du château soit érigée en succursale de la paroisse de Plumelec, sous le vocable de Notre-Dame. Celle-ci est reconstruite à la fin du XIXe siècle et bénie en 1900 par l'évêque de Vannes Mgr Latieule.

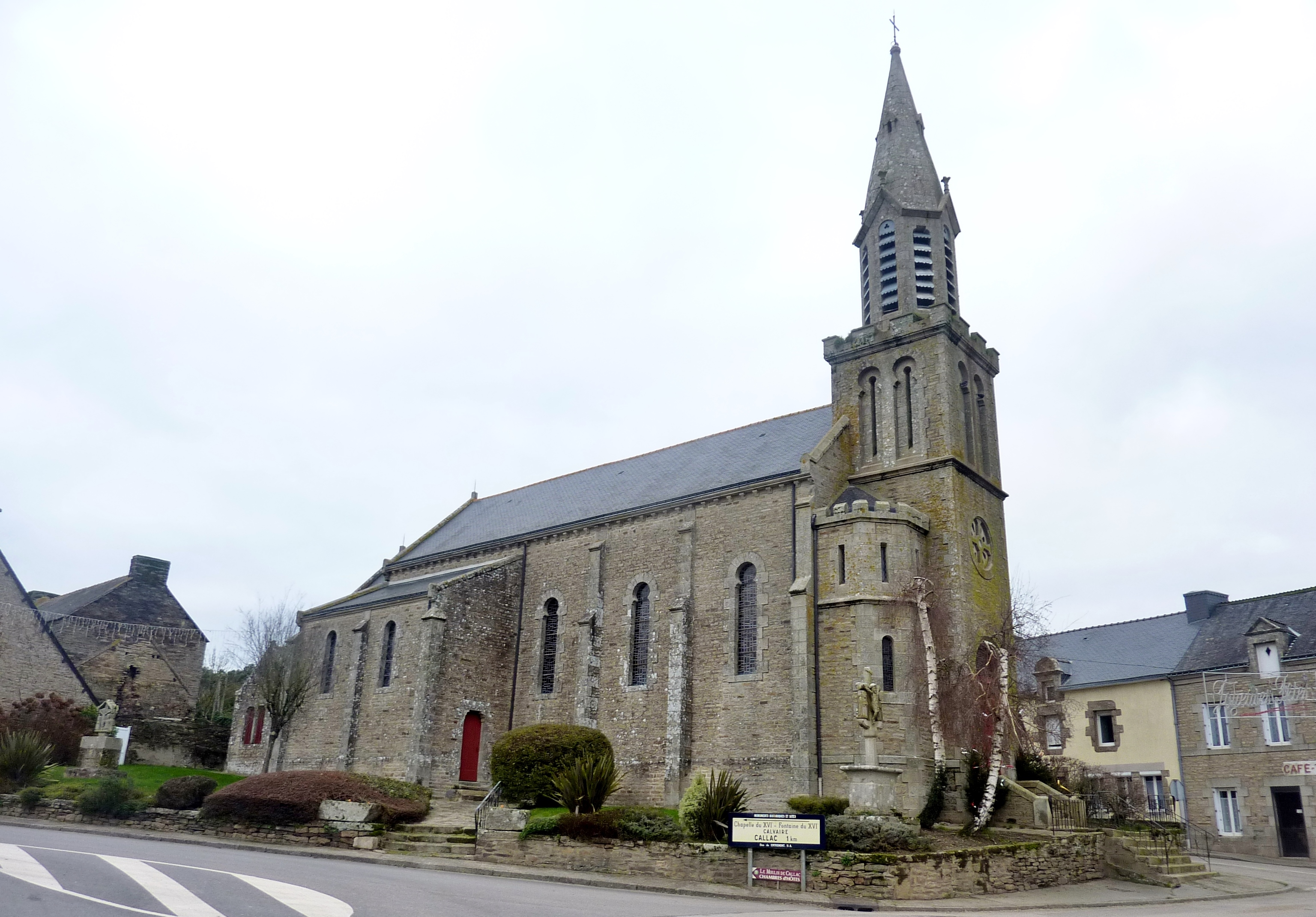
L'église Notre-Dame de Callac en Plumelec (Morbihan).
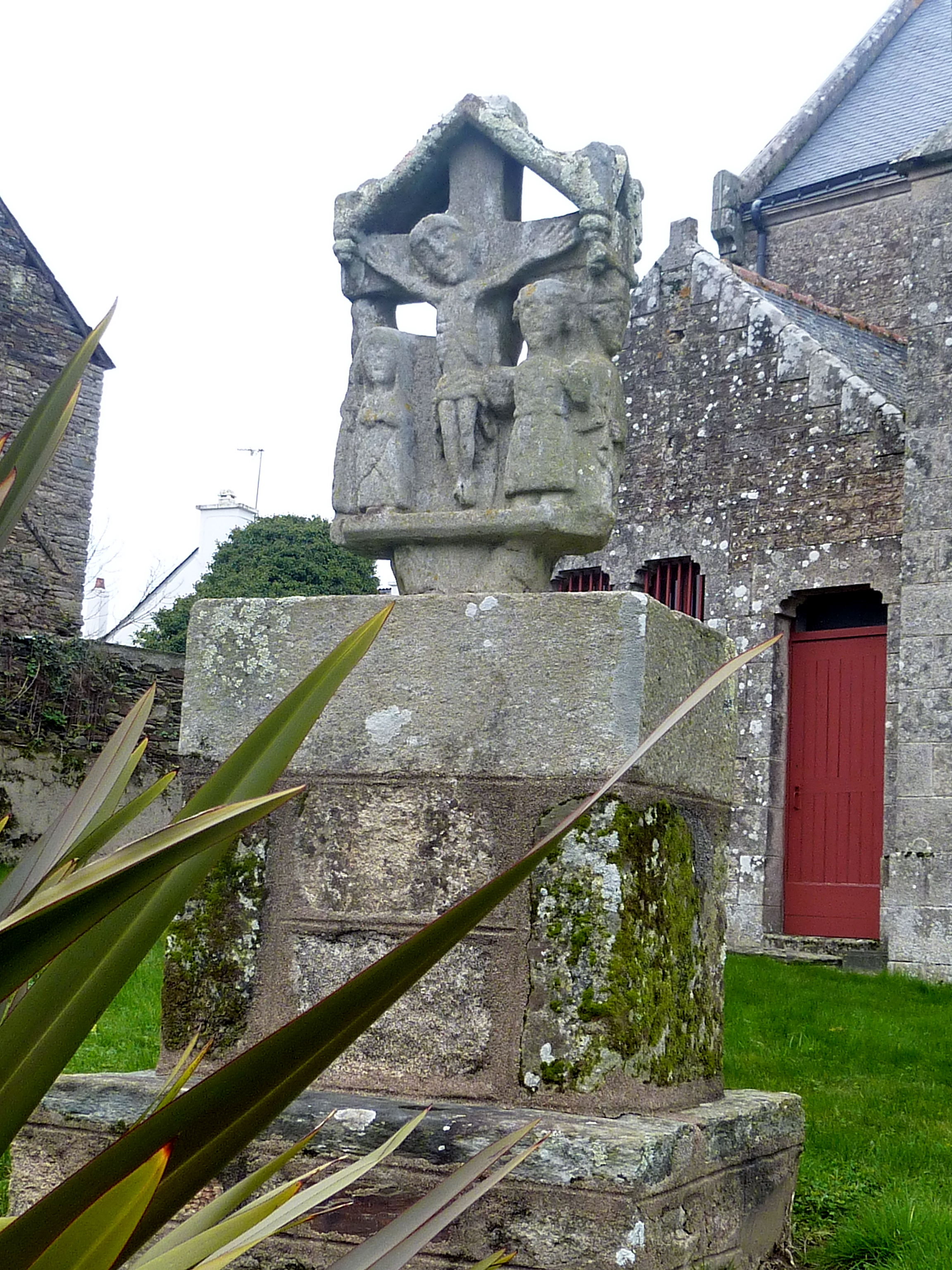
Le calvaire de Callac en Plumelec (Morbihan).

Dans les années 1940 et 1950, le recteur Binard fait ériger à proximité du village, au lieu-dit Saint-Joseph, un nouveau lieu de pèlerinage comprenant un chemin de croix (béni par Mgr Le Bellec en 1958), une grotte de Lourdes et une chapelle dédiée à saint Joseph. 

## Monuments
- Le château ( Classé MH (1971),  Inscrit MH (1971)[6]) est bâti au XIVe siècle sur un site occupé depuis au moins deux siècles[1].

- Le calvaire ( Inscrit MH (1935)[7]) du XVIIe siècle.
- La croix Merhan ( Inscrit MH (1935)[8]) du XVIIe siècle.
- Le puits de la Touche-Berthelot ( Inscrit MH (1963)[9]) du XVIe siècle.
- Le chemin de croix érigé entre 1949 et 1958[10].
- L'église Notre-Dame, bâtie à la fin du XIXe siècle.
- La chapelle Saint-Joseph reconstruite en 1962[11].
- La chapelle Saint-Maudé des XVe et XVIe siècles[2].

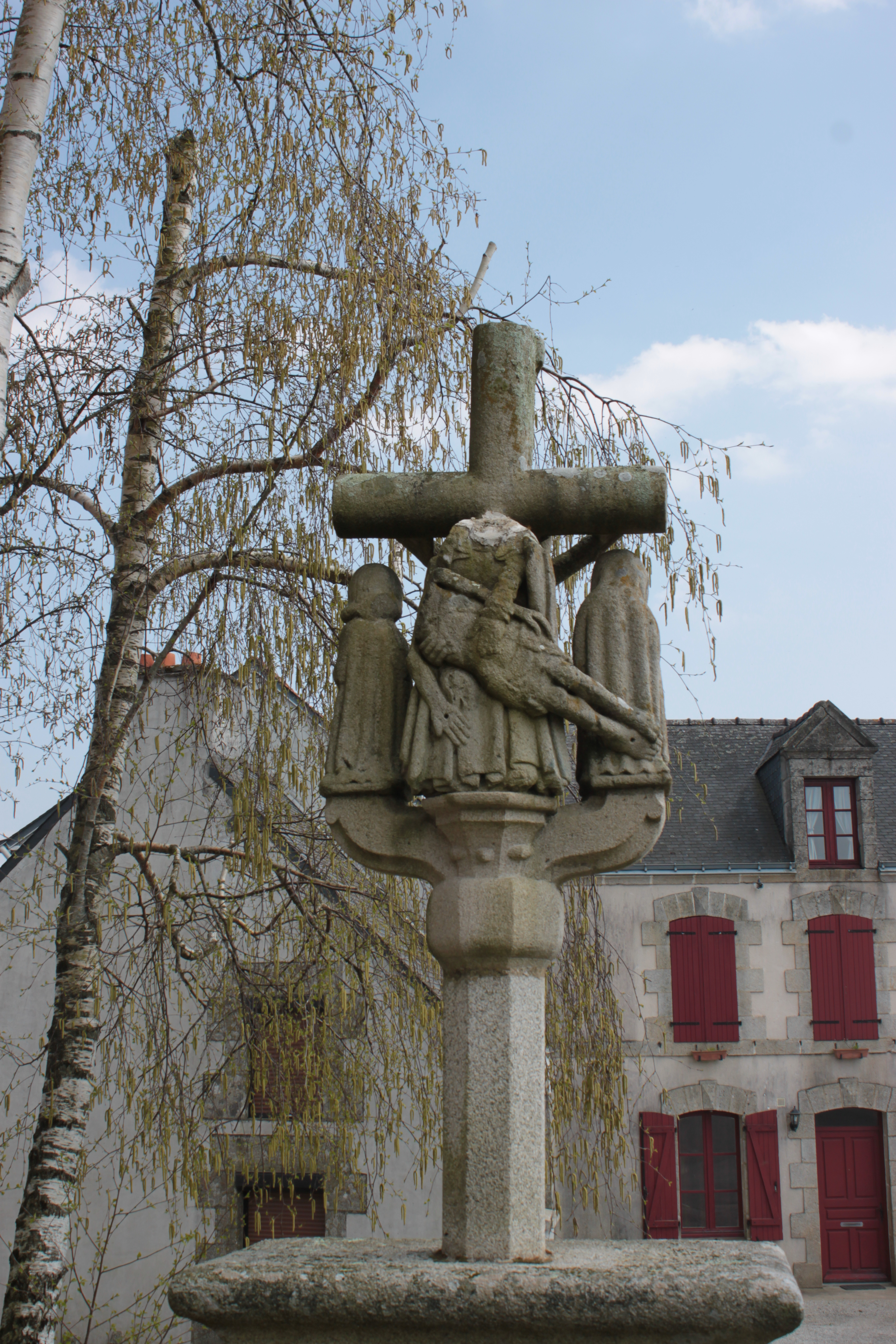
Calvaire de Callac.
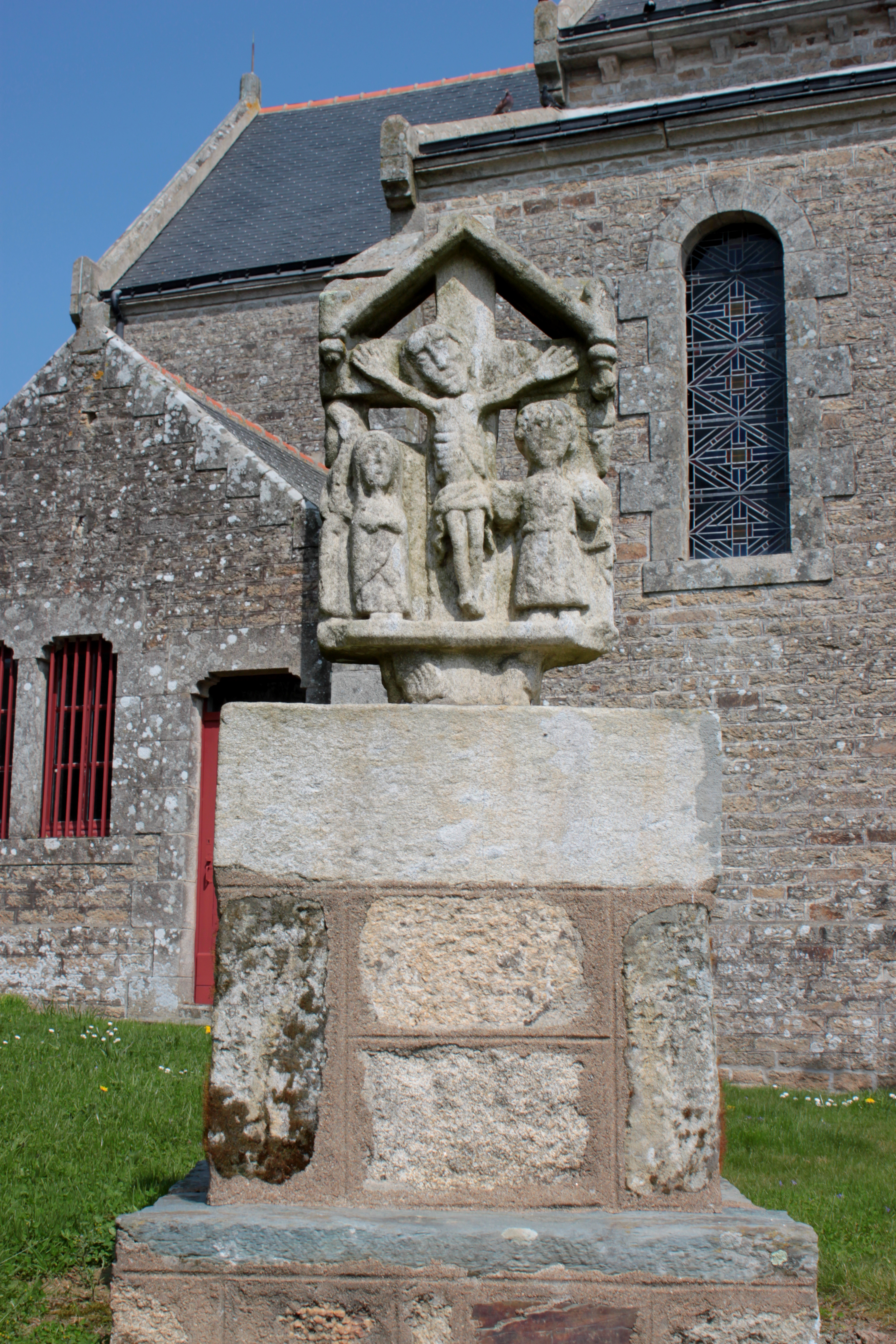
Croix Merhan.
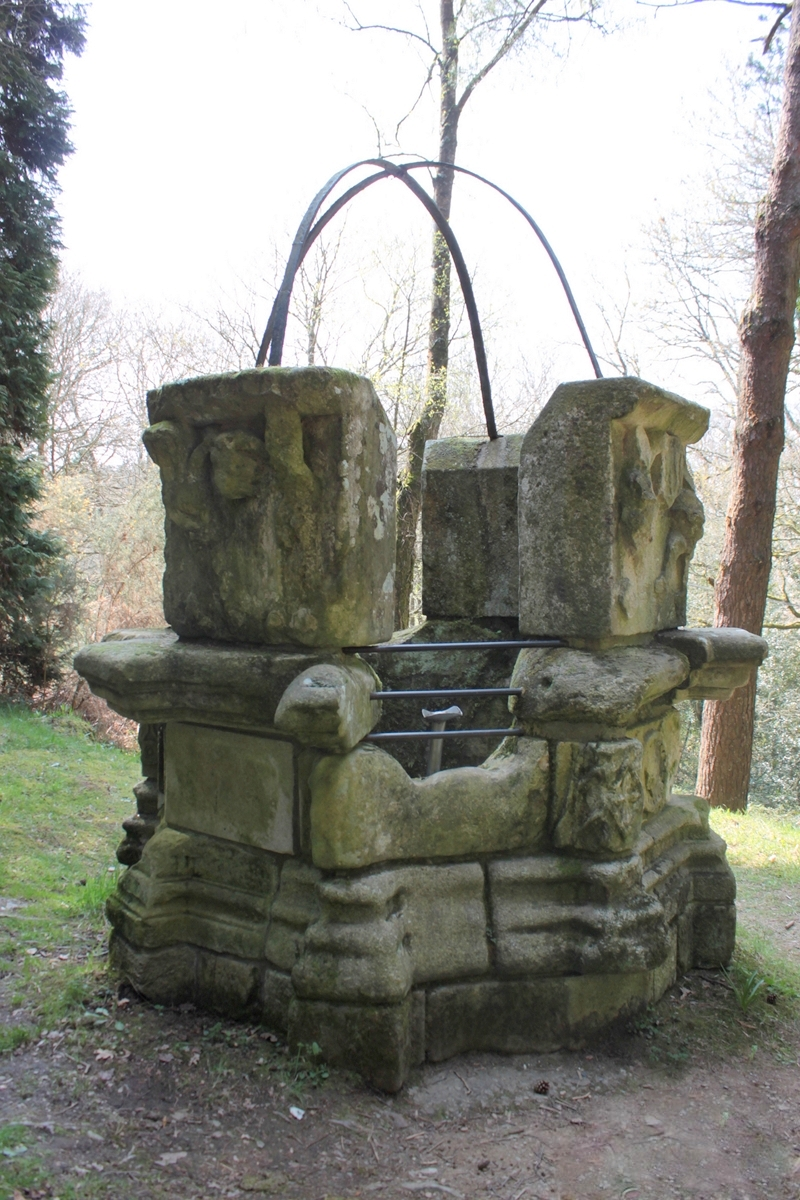
Puits de la Touche-Berthelot.
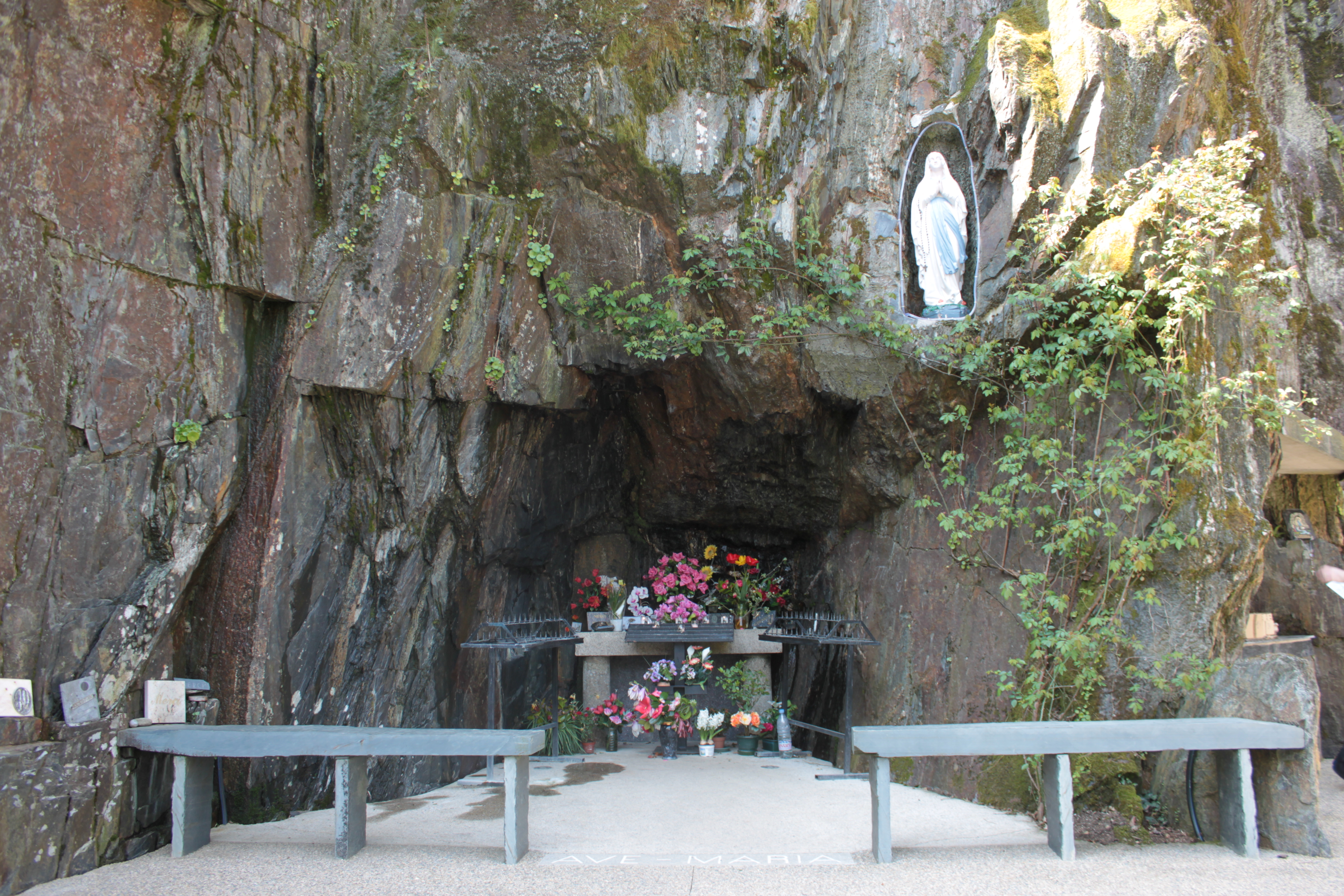
La grotte de Lourdes.
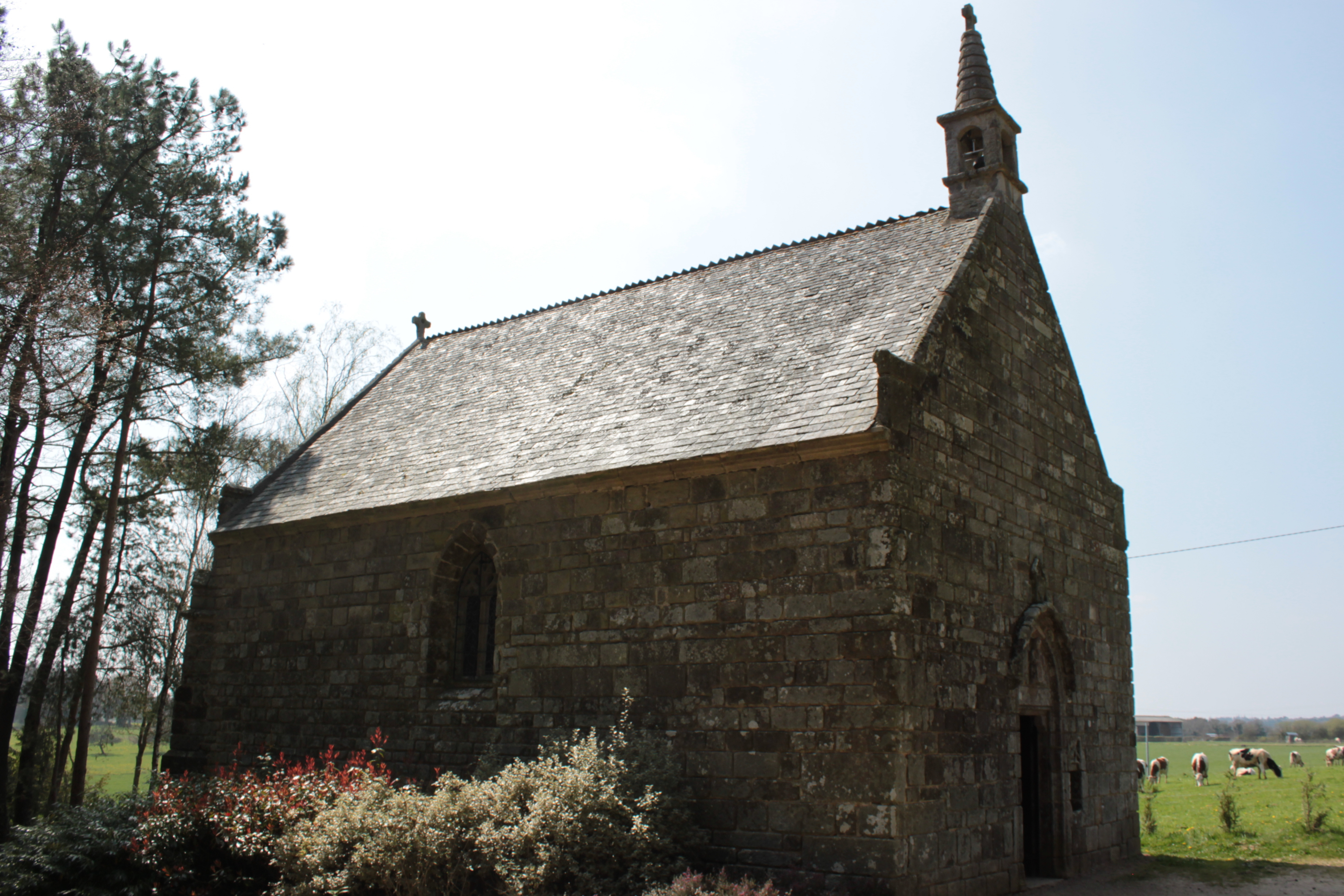
La chapelle Saint-Joseph.
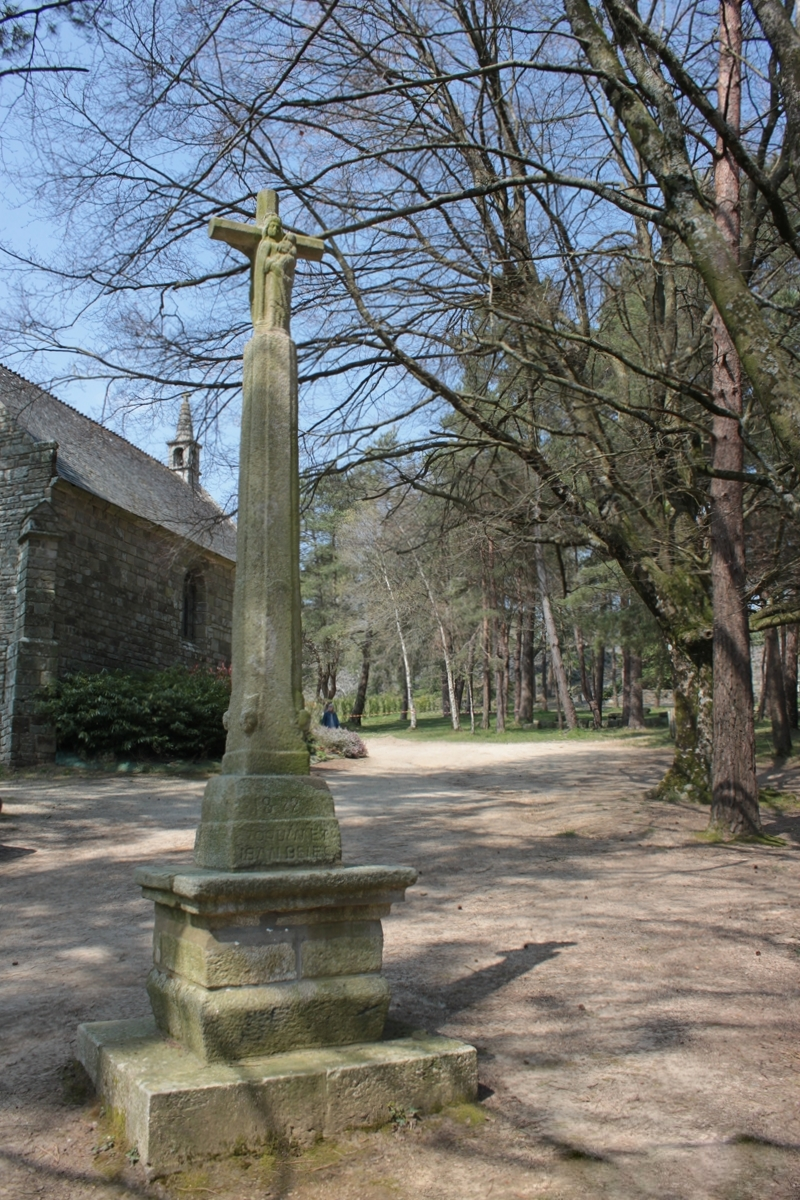
Le calvaire de 1822, à proximité de la chapelle Saint-Joseph.
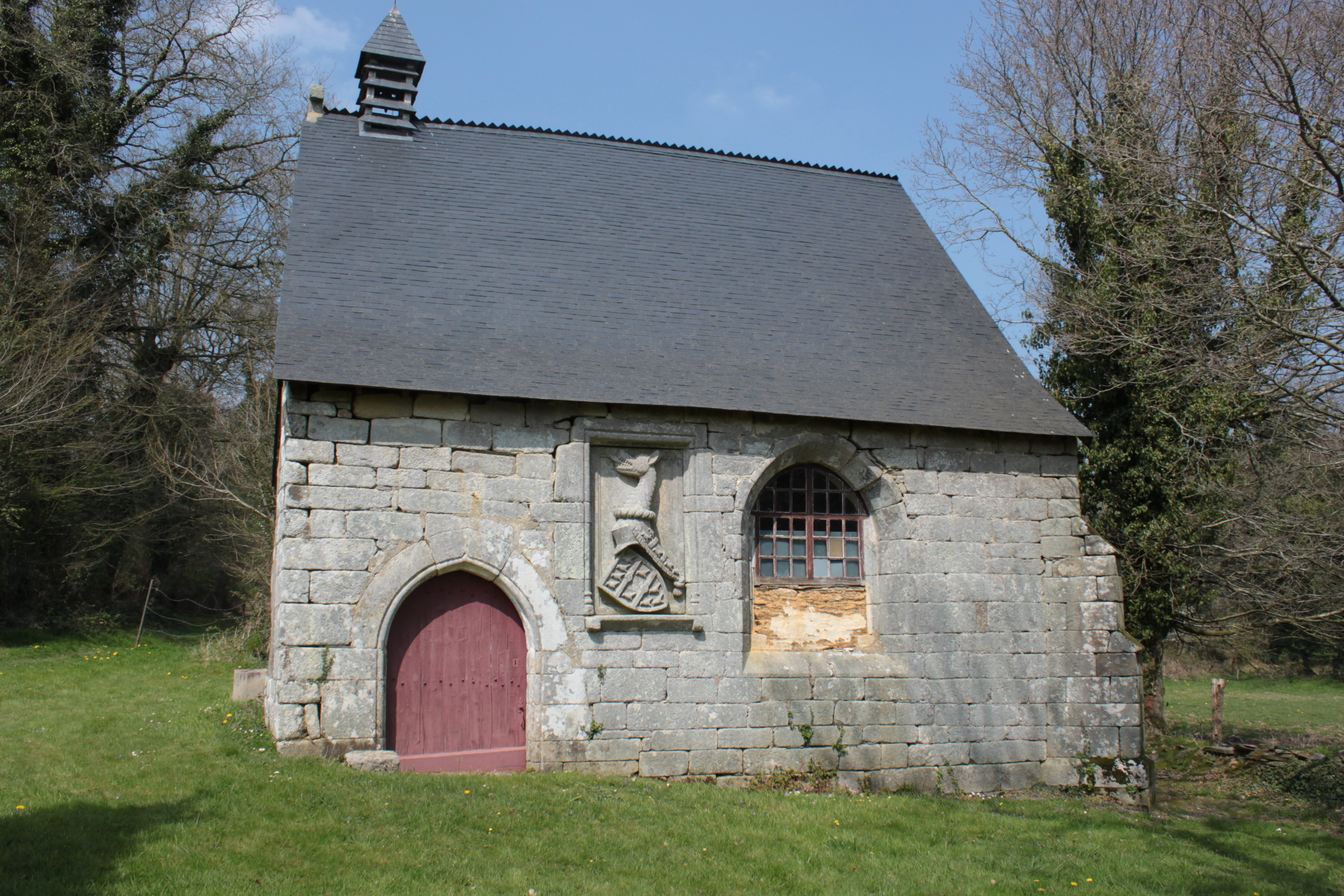
La chapelle Saint-Maudé.